# Període de gestació
Pels mamífers, el període de gestació és el temps en el qual el fetus es desenvolupa, començant per la fertilització i acabant amb el naixement. La duració d'aquest període varia en funció de l'espècie.

## Duració
Per la majoria d'espècies, el grau de creixement d'un fetus determina la durada del període de gestació. Generalment les espècies de mida petita tenen períodes més curts de gestació que els animals més grans. Per exemple, la gestació dels gats normalment té una durarda entre 58 i 65 dies, mentre que la de l'elefant té una durada de 645 dies. Tanmateix, el creixement no determina necessàriament la durada de la gestació de totes les espècies, especialment en aquelles que tenen una temporada de reproducció. Les espècies que tenen una temporada de reproducció, generalment donen a llum en un moment específic de l'any, que sol coincidir amb l'època de l'any en la que hi ha més aliment disponible.
Hi ha diversos factors que poden entrar en joc alhora de determinar la duració de la gestació. En el cas dels humans, els fetus masculins normalment es gesten uns dies més que els femenins o els d'embarassos múltiples, que solen gestar-se en menys temps. L'ètnia també pot allargar o escurçar el període de gestació. En els gossos existeix una correlació positiva entre el temps de gestació i una ventrada petita.

### Períodes de gestació
| Mamífers            | Període de gestació (en dies) |
| ------------------- | ----------------------------- |
| Ant                 | 240–250                       |
| Ase                 | 365                           |
| Bisó americà        | 270                           |
| Bou                 | 279–292                       |
| Cabra               | 145–155                       |
| Camell bactrià      | 410                           |
| Cangur              | 42                            |
| Castor              | 122                           |
| Catxalot            | 480–590                       |
| Cavall              | 330–342                       |
| Cérvol de Virgínia  | 201                           |
| Conill              | 28–35, mitjana de 31-32       |
| Conill porquí       | 56-74                         |
| Elefant asiàtic     | 616                           |
| Esquirol            | 31                            |
| Esquirol gris       | 30–40                         |
| Foca                | 330                           |
| Fura                | 41-42                         |
| Gat                 | 58–67, mitjana de 64          |
| Gerbil·lí           | 22-26                         |
| Girafa              | 420–450                       |
| Goril·la            | 257                           |
| Gos                 | 58–65, mitjana de 61          |
| Guineu roja         | 52                            |
| Hàmster             | 15-18                         |
| Hipopòtam           | 225–250                       |
| Humà                | 280                           |
| Llama               | 330                           |
| Lleó                | 108                           |
| Lleó marí           | 350                           |
| Lleopard            | 92–95                         |
| Llop                | 60–68                         |
| Llúdria             | 270–300                       |
| Macaco rhesus       | 164                           |
| Mustela             | 40–75                         |
| Opòssum de Virgínia | 12–13                         |
| Os bru              | 225                           |
| Ós negre americà    | 210                           |
| Ós polar            | 240                           |
| Ós rentador         | 63                            |
| Ovella              | 144–151                       |
| Papió               | 187                           |
| Porc                | 112–115                       |
| Porc espí           | 112                           |
| Puma                | 90                            |
| Rata                | 9-20                          |
| Rata mesquera       | 28–30                         |
| Ratolí              | 18-21                         |
| Ratolí comú         | 25                            |
| Rinoceront negre    | 450                           |
| Tigre               | 105–113                       |
| Uapití              | 240–250                       |
| Uombat              | 26–28                         |
| Visó europeu        | 38-76                         |
| Ximpanzé            | 230–250                       |
| Xinxilla            | 105–115                       |
| Zebra de Grant      | 365                           |